# Rubus alnifolius
Rubus alnifolius är en rosväxtart som beskrevs av Per Axel Rydberg. Rubus alnifolius ingår i släktet rubusar, och familjen rosväxter. Inga underarter finns listade i Catalogue of Life.